# 明尼蘇達州州旗
明尼蘇達州州旗是美國明尼蘇達州的州旗，为一面浅蓝色旗帜，代表本州随处可见的湖泊和河流，左边深蓝色的“K”形部分代表本州的形状和夜空。深蓝色部分正中间的八角星代表北极星。这个星形设计灵感来自州议会大楼正厅地面的八角星设计。
旧版明尼苏达州州旗為一面中藍色旗幟，中心則有略有修改的明尼蘇達州州徽。此旗幟設計最初於1893年該州參加芝加哥世界博覽會時在會上亮相，之後在1957年大幅修改，又在1983年跟著州徽一起小幅修改。
原1983年版旗幟長期受到各種批評，常見的批評除了旗面設計太過複雜導致識別度差以外，還有對州徽中描繪歐洲人在明尼蘇達州定居點的圖像有掩蓋針對原住民的暴力行為的疑慮。2023年，明尼苏达州议会成立了明尼蘇達州標誌重新設計委員會（Minnesota State Emblems Redesign Commission）來重新設計該州的州旗與州徽。委員會於2023年12月19日選出了州旗的新設計，除非議會有其他行動，該設計於2024年5月11日正式取代現行設計，成為明尼蘇達州的新州旗。

## 設計與使用

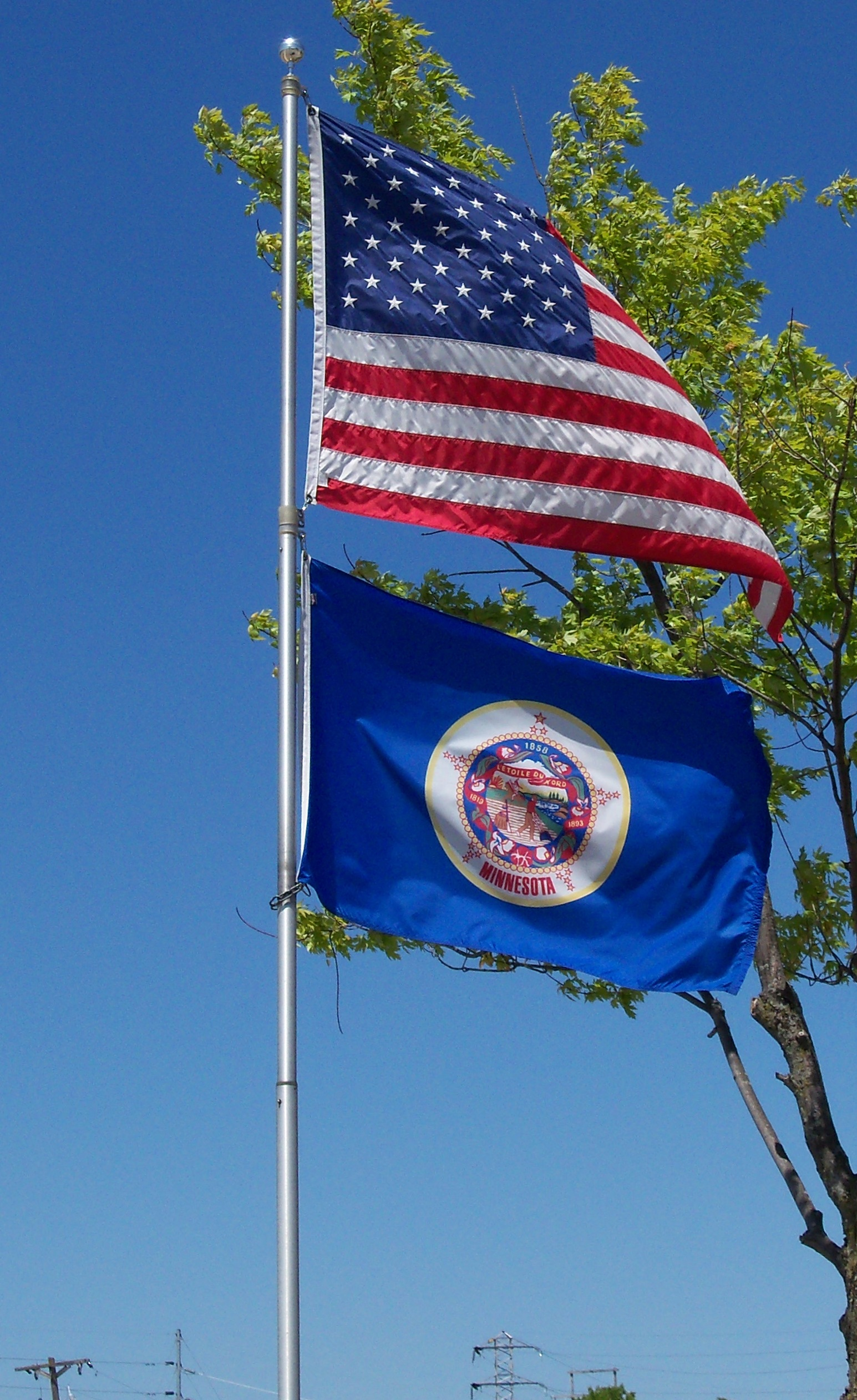
飘扬的旧版州旗

州法規第1.141條規定了明尼蘇達州州旗的設計和使用。

### 使用
從日出到日落，州旗需飄揚在明尼苏达州议会大厦上。州旗折疊存放時，應以與國旗相同的方式折疊。

### 褻瀆
根據州法令609.40，毀壞、玷污或蔑視州旗、在州旗上附加任何設計或使用州旗進行廣告均屬輕罪，但書面或印刷文件上的旗幟除外。但1990年在最高法院對美國訴艾奇曼案之後做出裁決後，該法的執行被視為違憲。

## 歷史

### 1893年版州旗

明尼蘇達州州旗，1893年–1957年（正面）

1891年，明尼蘇達州議會投票決定贊助該州在1893年芝加哥世界博覽會上的展覽，並由時任州長威廉·拉什·梅里亞姆任命理事會來監督籌備工作。該理事會僅由男性組成，但專門展示「女性作品」的準備工作交給了一個稱為「婦女輔助委員會」（Women's Auxiliary Board）的全女性志工小組。明尼蘇達州當時沒有官方旗幟，於是理事會成立了一個六人委員會來設計旗幟。委員會舉辦了旗幟設計競賽，並共有200份參賽作品提交。1893年2月，愛蜜莉亞·海德·參特（Amelia Hyde Center）的設計被宣布獲勝，並因此獲得15美元獎金。隨後理事會成功請求議會正式採用該設計作為州旗。

明尼蘇達州州旗，1893年–1957年（背面）

參特設計的州旗為一面藍白雙面旗，正面為白色，背面為亮藍色，正面中央擺放被粉紅杓蘭以及寫著格言「北極星」、「1819」和「1893」的紅絲帶所環繞的州徽。州徽上方的「1858」和下方的「明尼蘇達」都是金色字，州徽外有19顆星編排成星星的五個角，代表明尼蘇達州是繼建國十三州後第19個加入聯邦的州。歷史學家指出此設計很可能受到內戰期間明尼蘇達州步兵團使用的各種旗幟的影響，其中許多旗幟由藍色底色組成，上面印有美國鷹或帶有捲軸的州徽。此外雖然背面只有一片藍而已，但在二十世紀大量生產的州旗背面也同樣印上了州徽。
第一面州旗由絲綢編織，並由寶琳與托曼妮·費耶德（Thomane Fjelde）姐妹刺繡而成，兩人以此創作在博覽會上贏得了金牌。此州旗於1893年4月4日啟用。

#### 州徽的設計與象徵
州徽的背景中有一位騎馬的美國原住民，象徵著該州的美洲原住民遺產，而前景中則有一位正在使用犁的拓荒者。夕陽從西邊的地平線上落下，筆直的地平線反映了覆蓋明尼蘇達州大部分地區的平原。美國原住民正向南騎行並觀察著拓荒者。原住民的馬和矛以及拓荒者的斧頭、步槍和犁代表了日常生活的工具：原住民和拓荒者使用的工具代表了勞動和狩獵所使用的工具，而樹樁象徵著對土地的駕馭以及1858年伐木業對明尼蘇達州的重要性。1983年加入了原來州徽沒有的密西西比河和聖安東尼瀑布來強調這些資源在交通、工業和國家定居方面的重要性。犁耕地代表土地向拓荒者的屈服，同時犁也象徵著農業對明尼蘇達州及其未來的重要性。在瀑布上有三棵明尼蘇達州州樹美國赤松象徵著該州的三大松樹產區：聖克魯瓦河、密西西比河以及蘇必略湖。州徽空中則是寫有州格言「北極星」（法語：L'étoile du nord）的紅色絲帶。

### 1957年版州旗

明尼蘇達州州旗，1957年–1983年

明尼蘇達州州旗於1957年應1958年建州百年紀念重新設計，將旗幟兩面的底色都統一成皇室藍，這種改動允許用同一種布生產，降低了製造成本並使旗幟在強風中更耐用。除此之外，原本環繞州徽的粉紅杓蘭改成了本土州花皇后杓蘭。州旗的中央設計有三個同心圓區域：最內部的同心圓裝有簡化版的州徽，州徽外的藍色圓環上飾有皇后杓蘭以及寫有一條「1819」和「1893」年份的紅色絲帶，而金色的「1858」年份則寫在藍色圓環上方。藍色圓環周圍是一個白色環，19顆金色的星形成五個放射狀排列的星團，每組包含四顆星星，但頂部中心組有兩顆標準尺寸的星星和一顆比其他星星大的星星。紅色州名被放在兩組底部星團之間。藍環和白環均鑲有金邊，只是藍環的金邊是由87個圓圈組成。旗幟上的三個重要年份分別對映著1819年斯內林堡的建立、1858年加入聯邦建州、以及1893年啟用第一面州旗。19顆金色的星代表其是繼建國十三州後第19個加入聯邦的州，87個小圓代表州內的87個縣，而最上面較大的星星則代表北極星。根據法規，旗幟邊為金色並飾有金邊，但這很少使用。
根據法規，當在折疊展示旗幟時，必須將其縱向折疊四次，然後將每一邊向下折疊，以便包含格言「北極星」的紅色絲帶出現在三角形上。三角形下方的兩端必須以複雜的方式折疊，形成一個三角形，然後將其塞入上方的三角形中，以便州格言顯著地出現在正面。

### 1983年版州旗

明尼蘇達州州旗，1983年–2024年

明尼蘇達州州旗於1983年跟著州徽一起小幅修改，另外把底色從皇室藍換成中藍色。

## 批評和呼籲重新設計

一個不使用州徽的設計提案（於1957年提出）

幾十年來，明尼蘇達州州旗一直受到廣泛批評。旗幟專家稱其設計難以記住，從遠處看很難區分，並且與許多其他州旗相似。該旗幟還曾在2001年在北美旗幟學協會的一項線上調查中，以3.13分（滿分10分）成為十大最差旗幟設計之一。同年，《聖保羅先鋒報》和《明星論壇報》舉辦了一場設計新州旗的非正式競賽。
此外，州徽象徵歐洲人在明尼蘇達州定居點的圖像也被批評種族主義和竄改歷史。批評者表示此州徽描繪了一名美國原住民騎馬離開白人耕種的土地，代表了明尼蘇達州原住民的流離失所。這也是如上蘇社區等原住民部落區不願懸掛州旗的原因。
明尼苏达州议会幾十年來也曾多次提出法案，要求建立一個立法工作小組來研究改變州旗。明尼蘇達州人權部也在1968年敦促該州更換州徽。

### 「北星之旗」

於1989年提出的「北星之旗」，其於2001年贏得了非官方的旗幟設計比賽。

「北星之旗」（North Star Flag）於1989年由李·赫羅德（Lee Herold）和威廉·貝克牧師（Rev. William Becker）設計。該旗幟由代表森林的綠色、代表冬天的白色以及代表水的藍色組成，左上角的黃色星代表著「北星」對應著州格言「北極星」。赫羅德於1989年向州議會提出了此旗幟方案，並獲得共和黨眾議員基爾·庫特耐特的支持。赫羅德在高中時就十分討厭官方州旗。1995年，他辭去了會計師的工作，並在明尼蘇達州羅徹斯特開了一家旗幟店Herold Flags。

### 2023年重新設計
2022年3月22日，明尼苏达州众议院的兩位民主黨議員—麥克·弗萊伯格和彼得·費雪—提出重新設計該州州旗和州徽的法案。該法案概述了重新設計的具體準則，規定新設計「必須準確且尊重地反映明尼蘇達州的共同歷史、資源和多元文化社群」，並且禁止使用僅代表單個社群或個人的符號。其是作為州預算法案的一部分提出的，但共和黨代表認為此事優先度低而遭到他們的反對。
2023年5月，作為年度州預算的一部分，明尼蘇達州議會成立了州標誌重新設計委員會（State Emblems Redesign Commission）來負責提出明尼蘇達州州旗和州徽的新設計。該法案規定，除非有任何反對的法案，委員會所選的旗幟設計將於2024年5月11日被採納為州旗。該委員會有13名成員，包括來自印第安人事務委員會（Indian Affairs Council）、明尼蘇達非裔委員會（Council for Minnesotans of African Heritage）、明尼蘇達拉丁裔事務委員會（Minnesota Council on Latino Affairs）和亞太明尼蘇達人委員會（Council on Asian-Pacific Minnesotans）等部會的代表，以及州長提姆·沃茨任命的三名公眾成員。該委員會於9月5日召開了第一次會議。
到了10月，委員會總共收到來自公眾提交的2123面旗幟和398面州徽的設計作品，其中最常出現的元素有州鳥潛鳥、河流、湖泊以及北極星。提交的設計中也不乏惡搞提案，如一張狗的照片、其他國旗或仿製品的圖片、迷幻風的猴子圖畫，還有的效仿起紐西蘭國旗公投時出現的「雷射奇異鳥旗」惡搞出的「雷射潛鳥旗」。
2023年11月21日，州標誌重新設計委員會在明尼蘇達州參議院大樓舉行會議來審視收到的作品。儘管最初計劃選擇五件作品，但委員會還是選擇了六件作品入圍決選。所有入圍作品均以星星、藍色和白色為特色，但沒有一件以潛鳥為特色，因為委員會認為這只代表了明尼蘇達州的一部分。赫羅德也出席了聽證會，不過他的「北星之旗」設計沒能入圍。12月13日，三件作品被淘汰，留下作品編號F2100、F944和F1953，接著委員會於12月15日決定最終旗幟將以編號F1953的作品為基礎做修改。保守派和右翼媒體攻擊了新的旗幟設計，甚至還提出了「索馬利亞『征服』明尼蘇達州」的誇張陰謀論，因為據稱新州旗設計與該國朱巴蘭州的州旗相似。委員會於12月19日完成了最終設計，刪除了條紋並改變了星星的形狀，使最終設計成為全淺藍色橫幅，左邊有深藍色的簡化明尼蘇達形狀，而其中心有簡化的八角星形狀。除非議會有其他行動，否則此設計會於2024年5月11日正式成為明尼蘇達州的新州旗。北美旗幟學協會的泰德·凱伊（Ted Kaye）稱新設計「十分傑出」，並表示它將在美國十大州旗中佔有一席之地。

委員會選出的決選作品
12月19日的最終設計，以F1953為基礎修改而成。
F1953 – 安德魯·帕克（Andrew Prekker）的設計，於12月15日被選為最終設計的基礎。[47]
F2100 – 約翰·穆勒（John Muller）的設計，於12月15日被淘汰。[48]
F944 – 陶德和彼得·皮特曼（Todd and Peter Pitman）設計的「天空之鏡旗」（Mirror of the Sky Flag），於12月15日被淘汰。[49][50]
F29 – 布蘭登·亨特（Brandon Hundt）設計的「北極星旗」（L'Étoile du Nord Flag），於12月13日被淘汰。[51][50]
F1154 – 羅斯·布魯金克（Ross Bruggink）的設計，於12月13日被淘汰。[52]
F1435 – 莎拉·阿加頓·豪斯（Sarah Agaton Howes）的設計，於12月13日被淘汰。[53][50]